# NGC 5376
NGC 5376 est une galaxie spirale intermédiaire située dans la constellation de la Grande Ourse. Sa vitesse par rapport au fond diffus cosmologique est de 2 177 ± 7 km/s, ce qui correspond à une distance de Hubble de 32,1 ± 2,3 Mpc (∼105 millions d'al). NGC 5376 a été découvert par l'astronome germano-britannique William Herschel en 1789.
La classe de luminosité de NGC 5376 est II et elle présente une large raie HI.
À ce jour, sept mesures non basées sur le décalage vers le rouge (redshift) donnent une distance de 37,371 ± 8,064 Mpc (∼122 millions d'al), ce qui est à l'intérieur des valeurs de la distance de Hubble. Notons que c'est avec la valeur moyenne des mesures indépendantes, lorsqu'elles existent, que la base de données NASA/IPAC calcule le diamètre d'une galaxie et qu'en conséquence le diamètre de NGC 5376 pourrait être d'environ 22,4 kpc (∼73 100 al) si on utilisait la distance de Hubble pour le calculer.

## Groupe de NGC 5322
Selon A.M. Garcia, la galaxie NGC 5376 fait partie d'un groupe de galaxies qui compte au moins 10 membres, le groupe de NGC 5322. Les autres galaxies sont NGC 5308, NGC 5322, NGC 5342, NGC 5372, NGC 5379, NGC 5389, UGC 8684, UGC 8714 et UGC 8716.
D'autre part, Abraham Mahtessian mentionne aussi ce groupe auquel il ajoute la galaxie NGC 5205 et la galaxie NGC 5526NE, une désignation inconnue de toutes les sources consultées.